# Забезпечення позову
Забезпечення позову — спеціальні заходи, передбачені цивільно-процесуальним законодавством. За заявою осіб, які беруть участь у справі, суддя або суд можуть вжити заходів щодо забезпечення позову. Забезпечення позову допускається у будь-якій стадії розвитку судочинства по справі, якщо невжиття заходів щодо забезпечення позову може утруднити чи зробити неможливим виконання рішення суду.

## Заходи щодо забезпечення позову
- накладення арешту на майно, що належить відповідачу і знаходиться у нього чи інших осіб;
- заборона відповідачеві вчиняти певні дії;
- заборона іншим особам вчиняти певні дії, що стосуються предмета спору, в тому числі передавати майно відповідачеві чи виконувати щодо нього інші зобов'язання;
- призупинення реалізації майна у випадку пред'явлення позову про звільнення майна з-під арешту (виключення з опису);
- призупинення стягнення за виконавчим документом, оскаржуваному боржником у судовому порядку.

Суд або суддя може прийняти інші запобіжні заходи, одночасно може бути прийнято кілька забезпечувальних заходів.